# Batorz Pierwszy
Batorz Pierwszy – wieś w Polsce położona w województwie lubelskim, w powiecie janowskim, w gminie Batorz.
Do 2023 miejscowość była częścią wsi Batorz.
Z dniem 1 stycznia 2025 Batorz Pierwszy został siedzibą gminy Batorz (do końca 2024 był nią Batorz).